# Нижегородская улица (Павлово)
Улица Нижегородская — улица в центре города Павлово Нижегородской области. Соединяет Базарную площадь и набережную р. Оки (ул. Ломоносова).

## История улицы
В дореволюционное время улица носила названия Торговой и Стоялой. Под последним названием неоднократно упоминается в «Павловских очерках» В. Г. Короленко.
«Ул. Нижегородская играла роль торгового центра села. Это единственная улица в Павлове, где доходные и торговые дома и лавки скупщиков образовали сплошной фронт застройки.» (А. В. Лисицына).

## Характер застройки
Застройка улицы представлена комплексом каменных зданий XIX века. Из всей застройки особенно примечателен дом Е. Е. Алипова (ул. Нижегородская, 3), построенный в начале XIXвека, замыкает перспективу улицы Нижегородской в сторону Оки. Значимость места подчеркивается угловой круглой башенкой с конусообразной крышей и единственным на этой улице балконом с ажурной кованой решеткой. В последние годы выполнены ремонтно-реставрационные работы, значительно улучшившие вид этого исторического здания.